# Guardians of Middle-earth
Guardians of Middle-earth è un videogioco strategico in tempo reale fantasy sviluppato da Monolith Productions e pubblicato da Warner Bros. Interactive Entertainment. L'ambientazione del gioco è la Terra di Mezzo, derivata da Il Signore degli Anelli e i suoi vari tie-in. È stato pubblicato per PlayStation 3 e Xbox 360 il 4 dicembre 2012, tramite PlayStation Network e Xbox Live Arcade rispettivamente. In seguito è stato anche distribuito per Microsoft Windows il 29 agosto del 2013.

## Modalità di gioco
Il gioco incorpora tutti gli elementi tipici dei videogiochi di tipo MOBA, con una forte enfasi sul coordinamento di squadra. Ci si gioca fino a dieci giocatori, divisi per due gruppi da cinque e lo scopo è prendere il ruolo dei vari personaggi del mondo di Tolkien e distruggere la base della squadra avversaria. 

## Guardiani disponibili
Ogni personaggio ha due versioni, una normale e una disponibile solo su Steam.
- Agandaûr (Luogotenente di Sauron, Ombra)
- Arathorn (Ranger, Capo)
- Beregond (Guardia della Torre, Bianca Compagnia)
- Berto (Troll di Pietra, Cuoco)
- Bilbo Baggins (Scassinatore, Festeggiato)
- Elrond (Signore di Gran Burrone, Mastro di Imladris)
- Éowyn (Dama di Rohan, Dama dello Scudo)
- Felgrom (Big-Boom!, Powderkeg)
- Frodo Baggins (Portatore dell'Anello, Signor Sottocolle)
- Galadriel (Dama di Lórien, Dama della Luce)
- Gandalf (Il Grigio, Il Bianco)
- Glóin (Leale, Coraggioso)
- Gollum (Prezioso, Sméagol)
- Gothmog (Araldo di Grond, Portatore di Guerra)
- Grande Goblin (Spezzaossa, Spaccacrani)
- Haldir (Guida di Lórien, Guardiano di Lórien)
- Hidelfonso Tuc (Maestro di Trappole, Riparatore)
- Kíli (Esploratore, Occhio di Aquila)
- Legolas (Del Reame Boscoso, Principe Silvano)
- Lugbol (Brace, Zolfo)
- Mozgog (Frenesia Sanguinaria, Furia Battagliera)
- Nori (Scalpellino, Mazza)
- Ori (Poeta, Paroliere)
- Radagast (Il Bruno, Amico degli Uccelli)
- Runsig[3] (Uomo del Nord, Violatore)
- Saruman (Il Saggio, Signore di Isengard)
- Sauron (Oscuro Signore, Il Crudele)
- Signore dei Fantasmi dei Tumuli (Signore della Tomba, Spirito maligno)
- Snaga (Vorace, Digrignante)
- Thorin Scudodiquercia (Fendiorchi, Scudodiquercia)
- Thráin (Re in Esilio, Veterano di Battaglia)
- Uglùk (Contorto, Capobanda)
- Unglob[3] (Covata, Predatore)
- Re Stregone di Angmar (Servo della Paura, Signore dei Nazgûl)
- Wulfrun (Stregone, Cultista)